# Epidendrum simulacrum
Epidendrum simulacrum är en orkidéart som beskrevs av Oakes Ames. Epidendrum simulacrum ingår i släktet Epidendrum och familjen orkidéer.
Artens utbredningsområde är Panamá. Inga underarter finns listade i Catalogue of Life.